# Знак отличия беспорочной службы
Знак отличия беспорочной службы — награда Российской империи для военных и гражданских чинов за выслугу лет на государственной службе. Не следует путать его с Мариинским знаком отличия беспорочной службы, который появился на следующий год и предназначался исключительно для лиц женского пола.
Знак был учрежден 22 августа (3 сентября) 1827 года, в память дня коронации императора Николая I Павловича и императрицы Александры Фёдоровны, которая состоялась в Успенском соборе Московского кремля. Именно в этот день и проводились награждения: «Сей же день ежегодно назначается для пожалования сим Знаком удостоенных к оному».

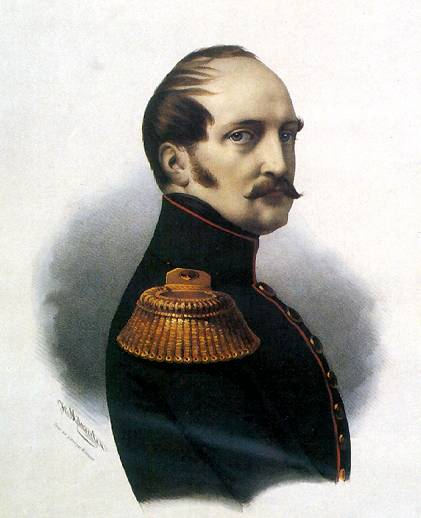
Николай I

Георгиевско-Владимирская лента

Устав знака отличия беспорочной службы для военных и гражданских чиновников указывает, что данная награда присуждается 
«В награду постоянно усердного и беспорочного, в продолжении немалого времени служения, установлен особый Знак Отличия, как доказательство Монаршего уважения и благоволения к скромным, но не менее существенным достоинствам служащих.»
Знак отличия беспорочной службы изначально определялся за выслугу в классных чинах 15, 20, 25, 30, 35, 40 лет и так далее, прибавляя к каждому сроку выслуги по пяти лет, но с 1859 года для получения этого знака было необходимо отслужить не менее сорока лет, с последующим прибавлением 10 лет.
Знак отличия представлял из себя прорезную пряжку в виде дубового венка, в центре которого помещены римские цифры, обозначавшие срок выслуги (XV, XX, XXV  и т.д.). Пряжка накладывалась на отрезок орденской ленты, полагавшейся по роду службы конкретному награждённому.
Устав знака отличия беспорочной службы для военных и гражданских чиновников предписывал носить его «чинами Военными на Георгиевской, а Гражданскими на Владимирской ленте, и выдается на той или другой из них сообразно роду службы, в которой лице пожалованное во время получения Знака находится. Поелику же Знак сей не есть Орден, но отличие, знаменующее число лет беспорочной службы: то и носится оный на особом месте, а именно: на мундирах и фраках во второй петлице сверху, под знаками Орденов».
2 июля 1904 года император Николай II установил для знака третью ленту — Георгиевско-Владимирскую, предназначавшуюся для гражданских чиновников, ранее служивших на военной службе, при выполнении определённых условий (имели 20 лет выслуги в офицерском чине, или получили боевую награду, или были ранены в бою).
Знак отличия беспорочной службы был упразднён вскоре после октябрьского переворота декретом Всероссийского центрального исполнительного комитета и Совета народных комиссаров от 10 (23) ноября 1917 года.
В 1994 году в Российской Федерации был учреждён для аналогичных функций знак отличия «За безупречную службу».